# Albert von Priamis
Albert von Priamis (* 1605 in Santa Maria in Villa Lagerina; † 8. September 1654) war Bischof von Lavant von 1640 bis 1654.

## Leben
Albert von Priamis wurde am 9. Dezember 1629 in Salzburg zum Priester geweiht. Am 29. Dezember 1640 wurde er vom Salzburger Erzbischof Paris von Lodron zum Bischof von Lavant ernannt und am 30. Dezember zum Bischof geweiht. Er erbaute Loreto-Kapelle in St. Andrä.